# جین ایوانز
ژن اوانس (انگلیسی: Gene Evans؛ ۱۱ ژوئیهٔ ۱۹۲۲ – ۱ آوریل ۱۹۹۸) یک هنرپیشه اهل ایالات متحده آمریکا بود.

## گزیده فیلمشناسی
از فیلم‌ها یا برنامه‌های تلویزیونی که وی در آن نقش داشته‌است می‌توان به آثار زیر اشاره کرد.
- سرقت (فیلم ۱۹۴۸) (۱۹۴۸)
- جنگل آسفالت (۱۹۵۰)
- دالاس (فیلم) (۱۹۵۰)
- تک‌خال در حفره (۱۹۵۱)
- سرنیزه‌های استوار (۱۹۵۱)
- داستان هلن مورگن (۱۹۵۷)
- عملیات زیرپیراهنی زنانه (۱۹۵۹)
- دالان شوک (۱۹۶۳)
- نوادا اسمیت (۱۹۶۶)
- ویکو (فیلم ۱۹۶۶) (۱۹۶۶)
- از کلانتر محلی خود حمایت کنید! (۱۹۶۹)
- سرود کیبل هوگ (۱۹۷۰)
- سربلند (فیلم ۱۹۷۳) (۱۹۷۳)
- پت گرت و بیلی د کید (۱۹۷۳)
- آلفرد هیچکاک تقدیم می‌کند (۱۹۶۲)
- بونانزا (۱۹۷۰ ،۱۹۶۳ ،۱۹۶۰)
- ویرجینیایی (۱۹۷۰ ،۱۹۶۶ ،۱۹۶۲)
- آیرونساید (مجموعه تلویزیونی) (۱۹۷۳ ،۱۹۶۷)
- دود اسلحه (۱۹۷۴، ۱۹۷۲–۱۹۷۰ ،۱۹۶۷–۱۹۶۸ ،۱۹۶۳)
- فرشتگان چارلی (مجموعه تلویزیونی) (۱۹۷۹)